# Oswin Hempel
Oswin Hempel (* 13. Februar 1876 in Oberlützschera bei Döbeln; † 19. August 1965 in Dresden) war ein deutscher Architekt und Hochschullehrer an der Technischen Hochschule Dresden. Seine realisierten Bauten befinden sich meist im sächsischen Raum.

## Leben
Hempel studierte ab 1897 Architektur an der Technischen Hochschule Dresden und an der Akademie der Bildenden Künste Dresden. Zu seinen Lehrern zählten unter anderen Paul Wallot und Karl Weißbach. In München absolvierte Hempel ab 1901 ein Malereistudium. Ab 1903 war er in Dresden Mitarbeiter der Deutschen Werkstätten für Handwerkskunst; ab 1904 arbeitete er als Assistent an der Hochbau-Abteilung der Technischen Hochschule Dresden. In dieser Zeit unternahm er zahlreiche Studienreisen, unter anderem nach England und Belgien. Ab 1907 lehrte er als außerordentlicher Professor an der Technischen Hochschule Dresden und übernahm dort 1920 die Professur für Freihand-, Ornament- und Figurenzeichen von Fritz Schumacher. Am 1. Dezember 1937 beantragte er die Aufnahme in die NSDAP und wurde rückwirkend zum 1. Mai desselben Jahres aufgenommen (Mitgliedsnummer 5.882.143). Er wirkte als Professor an der Hochschule bis zu seiner Entlassung 1945 aufgrund der Parteimitgliedschaft. Einer seiner Schüler war Rolf Göpfert.
Hempel war Ehrendoktor der Technischen Hochschule Dresden. Er war Mitglied im Deutschen Werkbund (DWB) und im Bund Deutscher Architekten (BDA).

## Schüler
- Stephan Hirzel

## Bauten und Entwürfe (Auswahl)

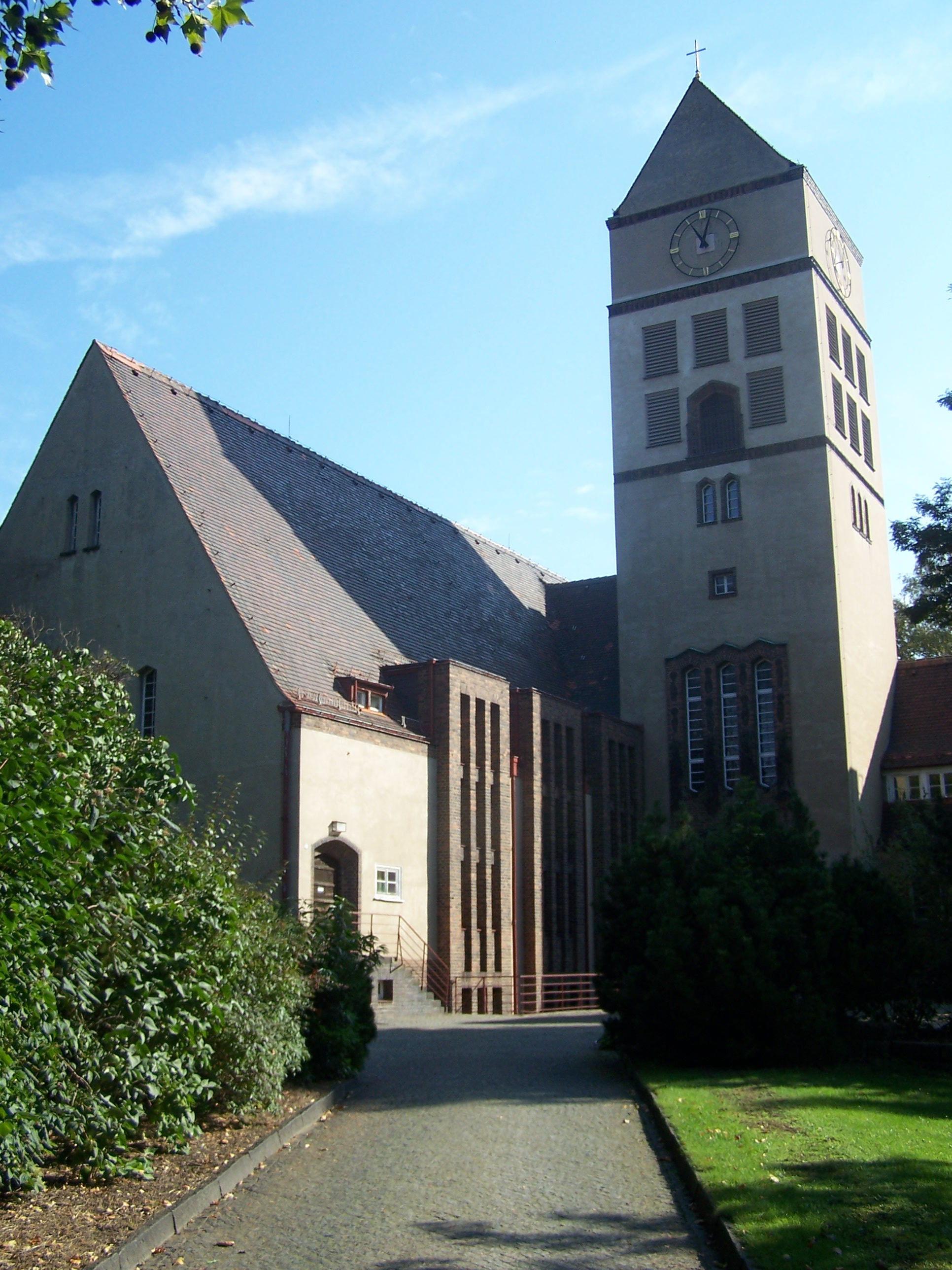
Apostelkirche

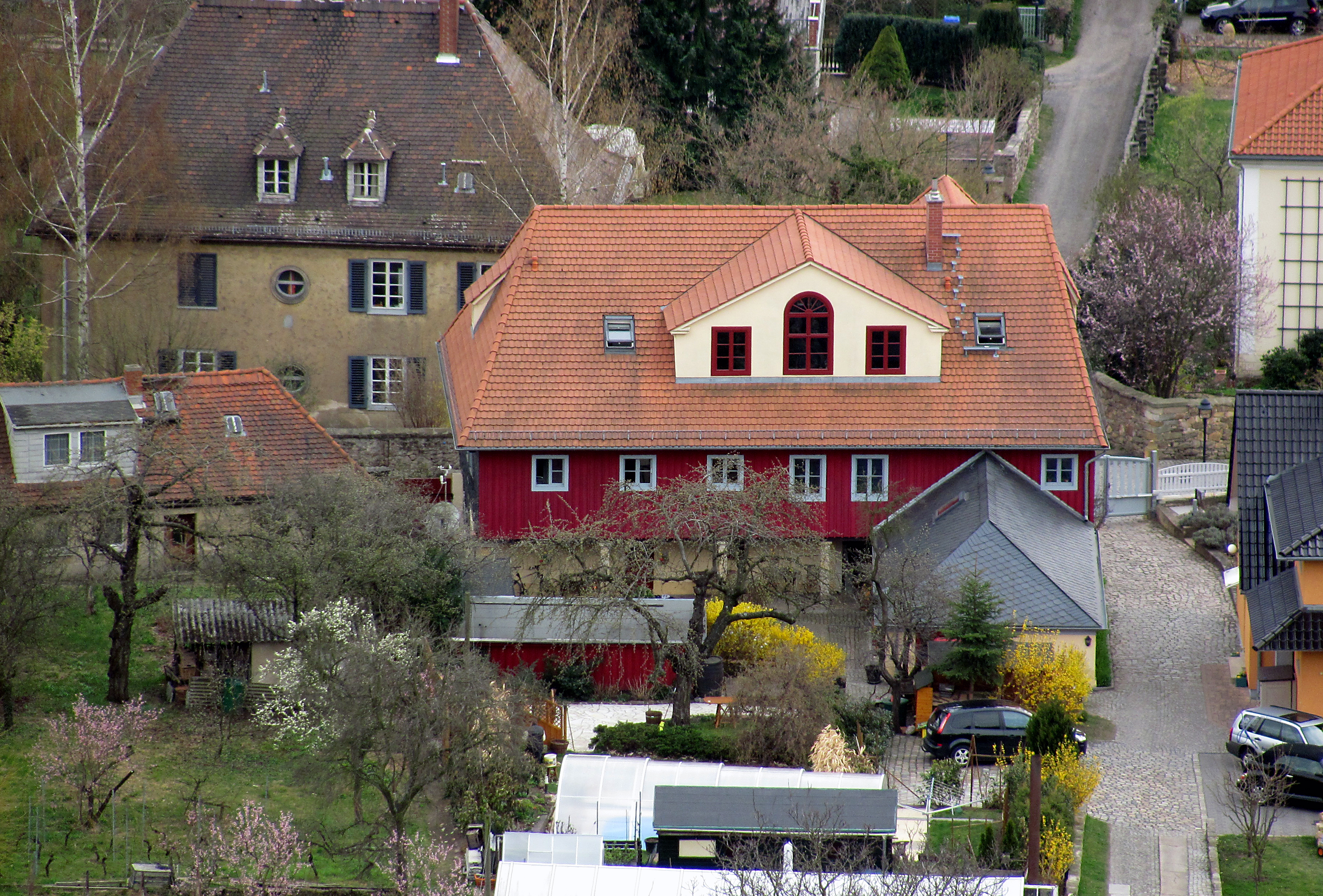
Blick vom Radebeuler Spitzhaus zum Retzschgut, links dahinter das Zweifamilienhaus Hessel

- 1903–1904: Landhaus Schemel in Guben[4]
- 1908–1909: Doppelvilla Luzenbergstraße 54/56 in Mannheim-Waldhof[5][6]
- 1910: Wohnhaus Starke in Hellerau, Auf dem Sand 6
- 1913: Villa der Textilfabrikanten-Familie Wolf mit Park in (Freital-)Hainsberg, Somsdorfer Straße 1a (heute DRK-Seniorenheim)
- 1914: architektonische Gestaltung des Schillerdenkmals auf dem Albertplatz in Dresden (Skulptur von Bildhauer Selmar Werner, Enthüllung am 9. Mai 1914)
- 1914–1916: Realschule in Schwarzenberg/Erzgeb. (heute Bertolt-Brecht-Gymnasium, unter Denkmalschutz)
- 1920: Wettbewerbsentwurf für das Deutsche Hygiene-Museum in Dresden (nicht ausgeführt)
- um 1920: Haus Glausch in Klotzsche bei Dresden[7]
- 1924: Innenausstattung der Gaststätte Bärenschenke in der Webergasse in Dresden
- 1925–1926: Innenausstattung der Gaststätte Gambrinus am Postplatz in Dresden
- 1925–1930: Trobischbergsiedlung in Klotzsche
- 1925–1930: Ehrenmal für die Gefallenen des Ersten Weltkriegs auf dem alten Friedhof in Wurzen, mit Arthur Lange (1875–1929) und Georg Wrba
- 1927–1929: Apostelkirche mit Gemeindezentrum in Dresden-Trachau, Kopernikusstraße 40 (Einweihung am 10. März 1929)
- 1929: Zentralschule Rabenau, Schulstraße 6
- 1929: Innenausstattung der Gaststätte Trompeterschlösschen in Dresden
- 1934–1937: Holzhäuser in Hellerau, Am Sonnenhang 9, 11, 13 und 15
- 1937: Zweifamilienhaus Hessel in Radebeul-Oberlößnitz, Retzschgasse 7
- 1937: Mitarbeit an der Evangelischen Lutherkirche in Crimmitschau-Leitelshain
- 1938–1939: Neues Jägerhaus am Jagdschloss Grillenburg (Innenausbau von den Deutschen Werkstätten Hellerau (1939), u. a. mit Großintarsien nach Entwürfen von Max Wendl)
- 1961–1962: Anstaltskirche des Diakonissenhauses in Dresden-Neustadt

Zugeschrieben werden Hempel außerdem mehrere „… Kriegerdenkmäler, deren einige der Bildhauer Selmar Werner ausgeführt hat.“